# Maison de la baie de Somme
La maison de la Baie de Somme est un centre d'interprétation des paysages, de la faune et de la flore du territoire de l'estuaire de la Somme. Elle se situe sur la commune de Lanchères, au carrefour du Hourdel, entre Cayeux-sur-Mer et Saint-Valery-sur-Somme.

## Description et vocation
Ce musée est créé en 1984 sous le nom de Maison de l'oiseau, à l'emplacement de l'ancien corps de ferme de Gaston Holleville, éleveur de moutons, qui en fait don à la commune de Lanchères, à la condition que cette dernière mette les oiseaux à l'honneur. Le site est ainsi réhabilité en espace muséographique qui comporte notamment des dioramas (350 oiseaux naturalisés, mis en scène dans leurs habitats) et un parcours de visite extérieur. En 2011, à la suite de l'obtention du label Grand Site de France, le musée est rebaptisé maison de la Baie de Somme et devient un centre d'interprétation. Placé en gestion auprès du Syndicat mixte baie de Somme grand littoral picard, il s'enrichit au fil des années à travers des salles et de nouvelles thématiques. L'espace est réactualisé en 2021 avec une nouvelle scénographie plongeant le visiteur au cœur de la Baie de Somme. « Les visiteurs peuvent désormais découvrir l’origine géologique et l’histoire humaine de la Baie de Somme, un éclairage (au propre comme au figuré) sur la faune et la flore avec des dioramas, l’artisanat local, les acteurs d’hier et d’aujourd’hui de la baie (guide, pêcheurs, ouvriers du Vimeu, photographes, chercheurs, etc.) ainsi que les risques naturels qui pèsent sur la côte picarde ». Le musée espère ainsi dépasser les 35 000 visiteurs annuels recensés jusque-là.

## Galerie de photographies

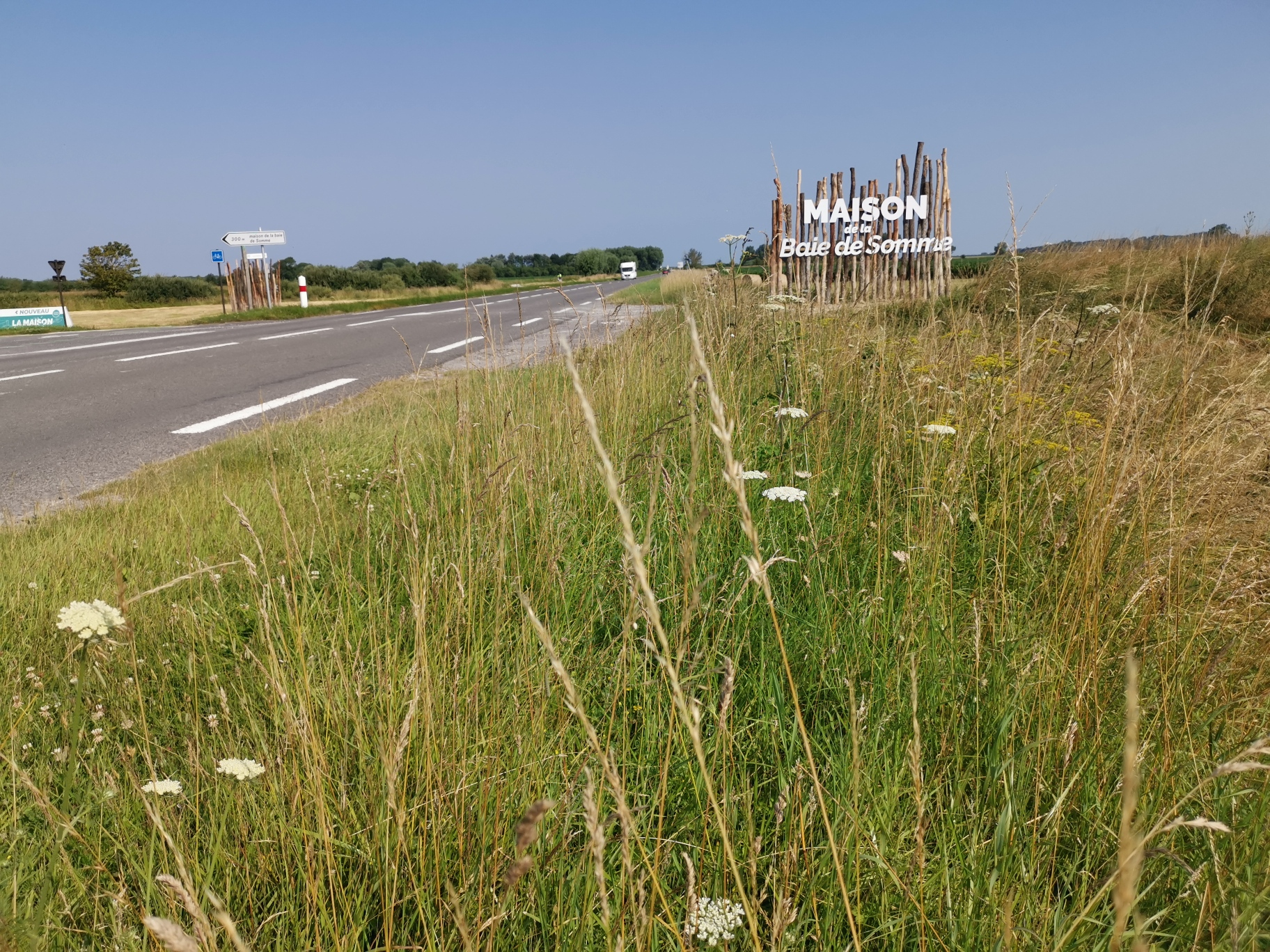
Enseigne
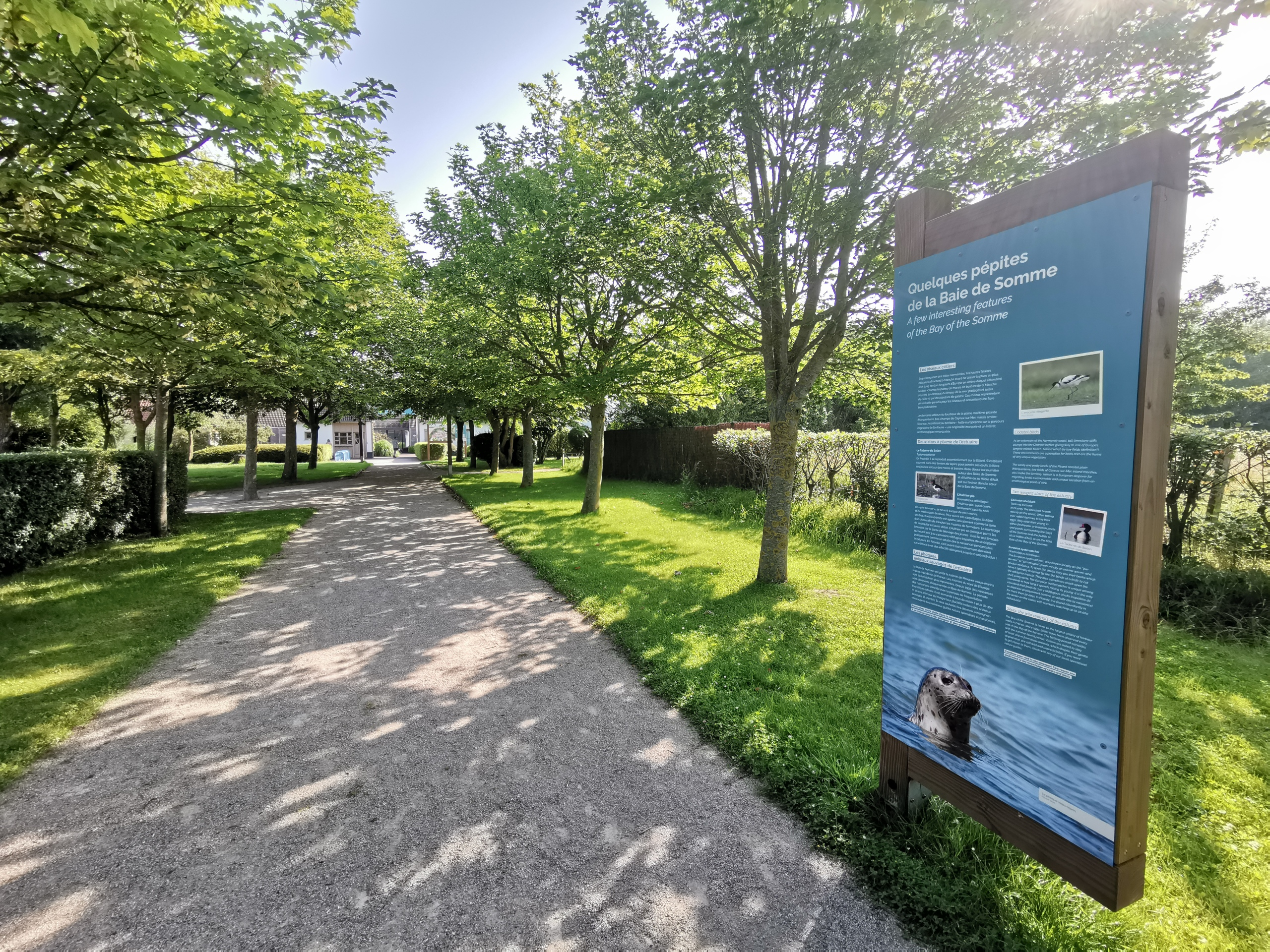
Panneaux d'interprétation
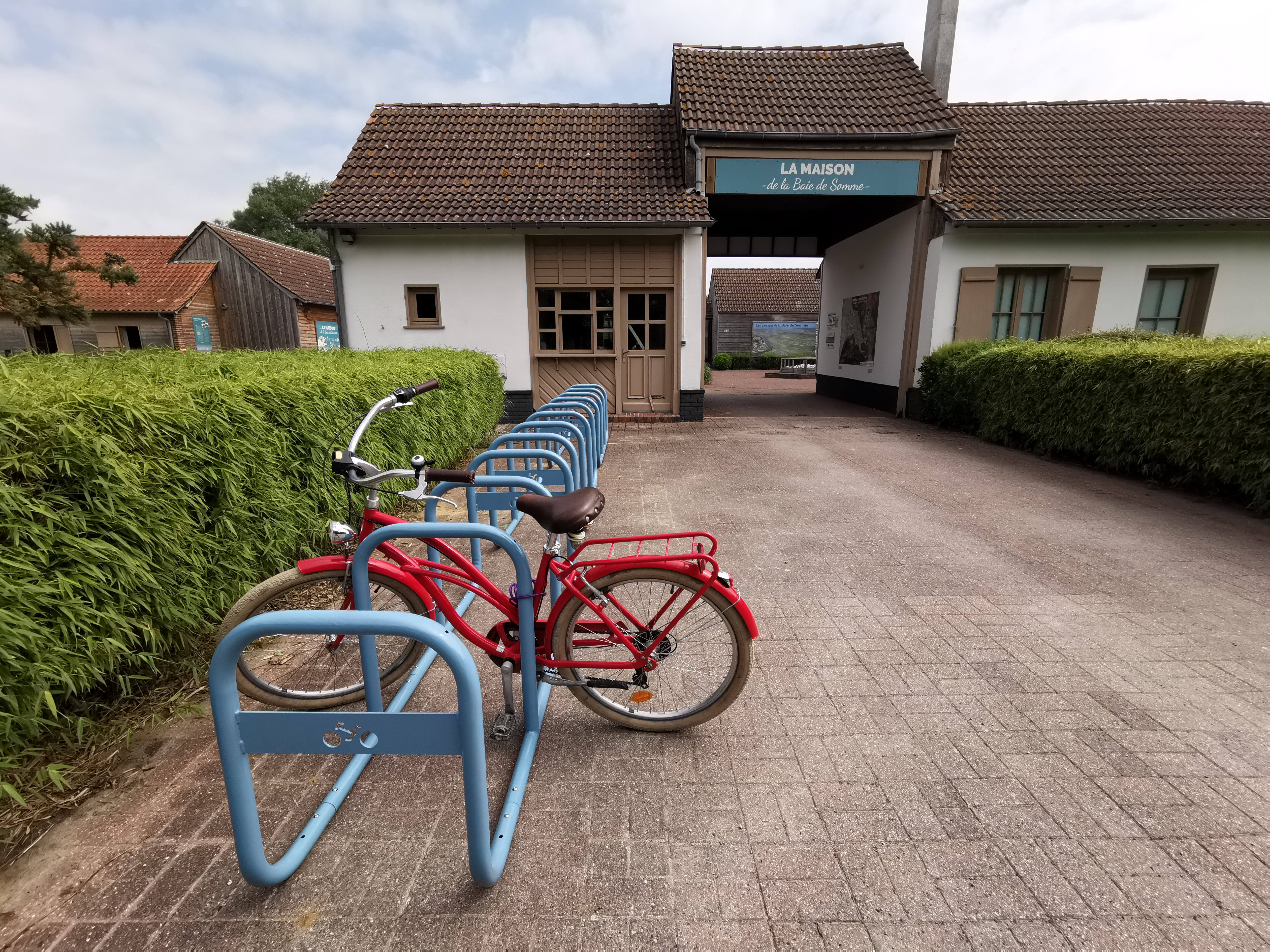
Point d'Accueil vélo
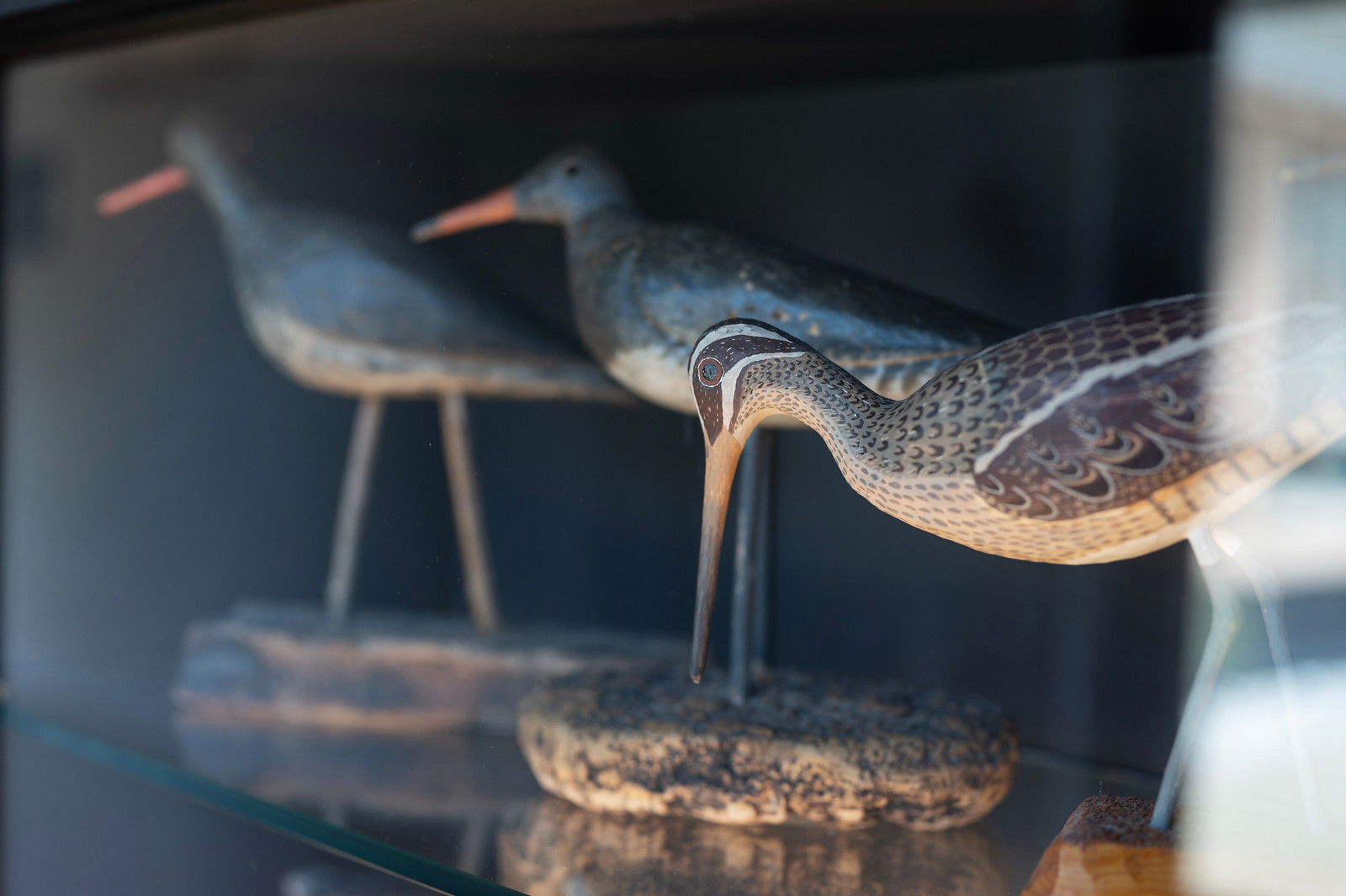
Collection de blettes
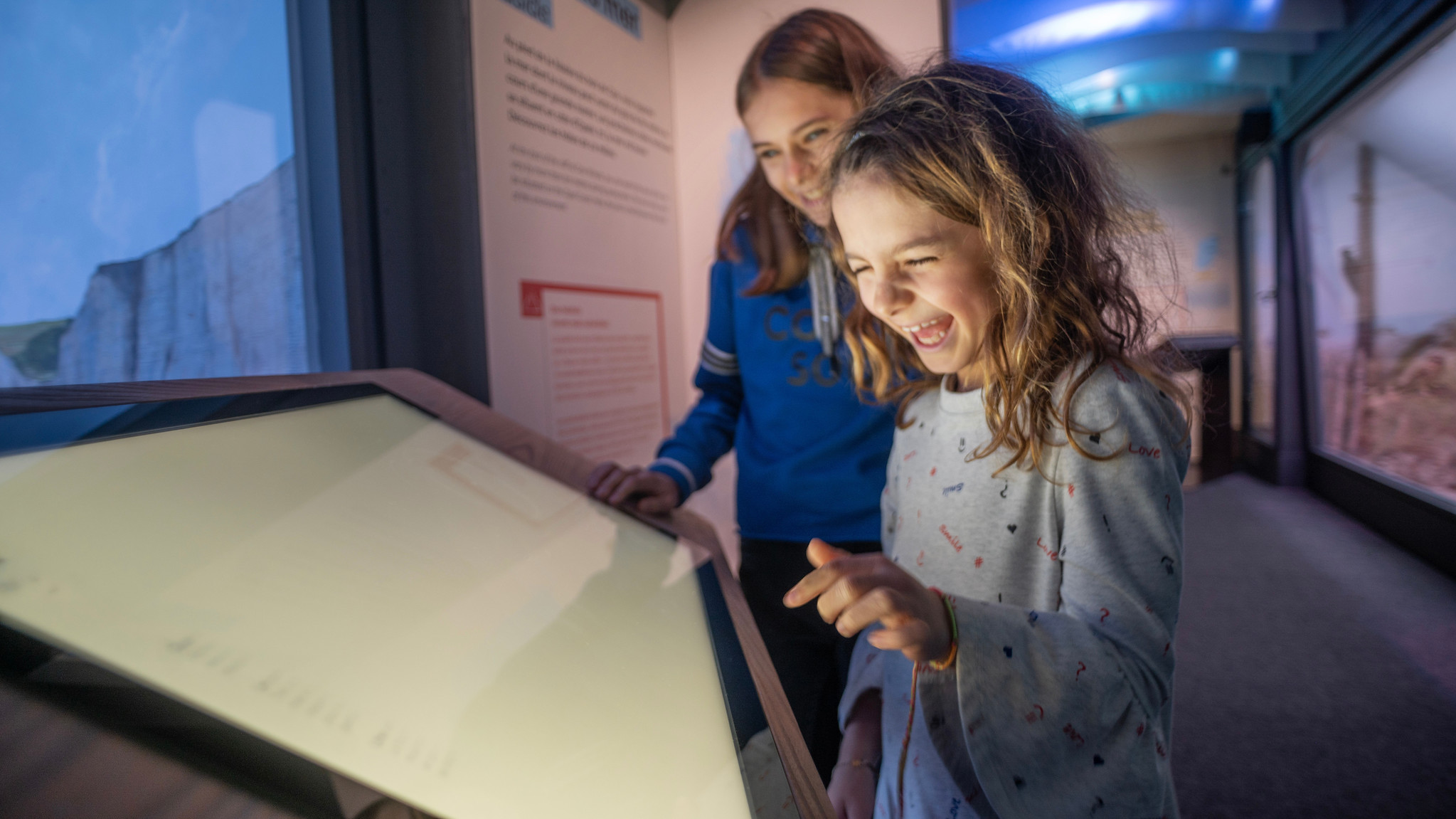
Découverte ludique en famille
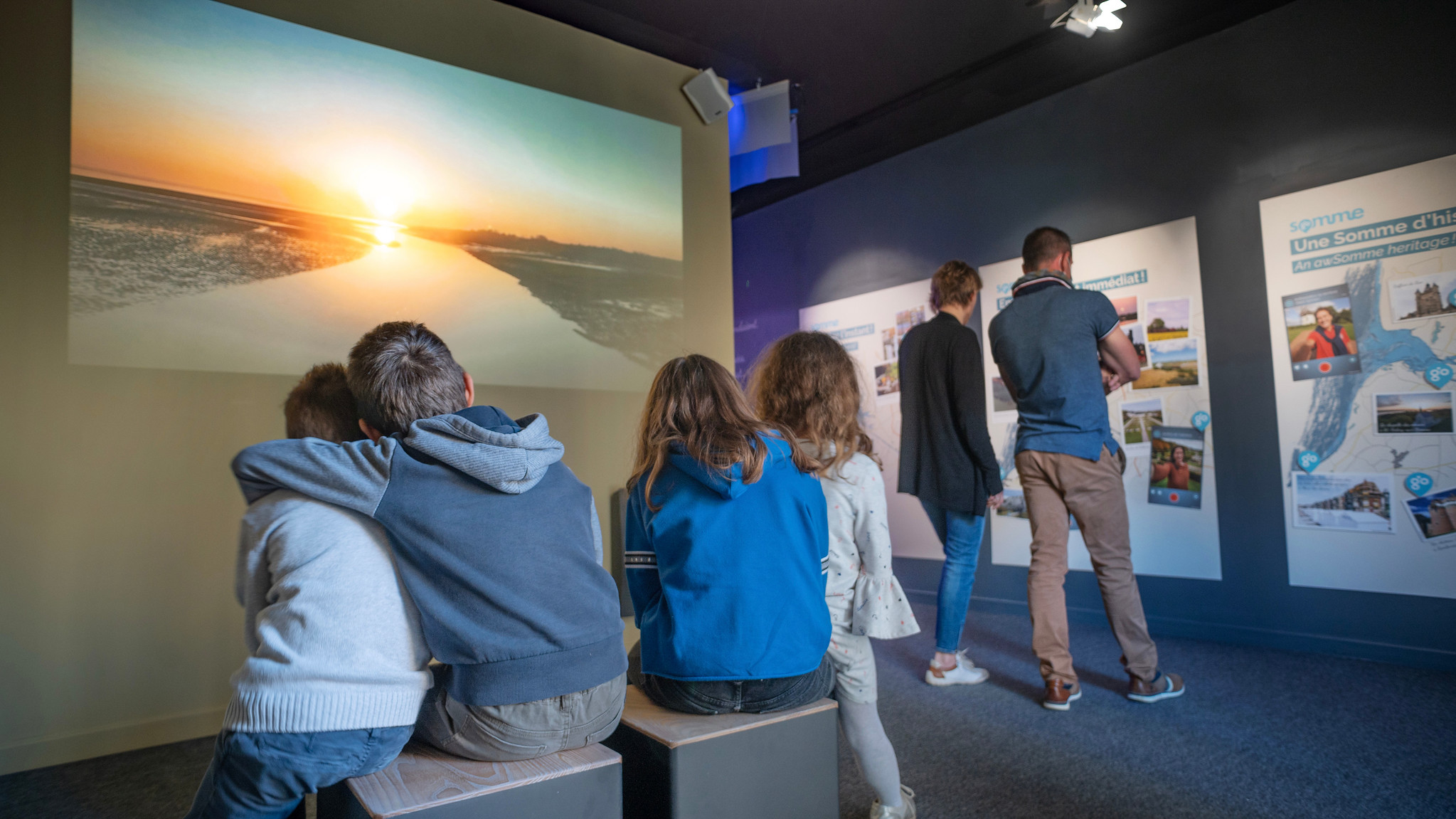
Visite immersive du territoire
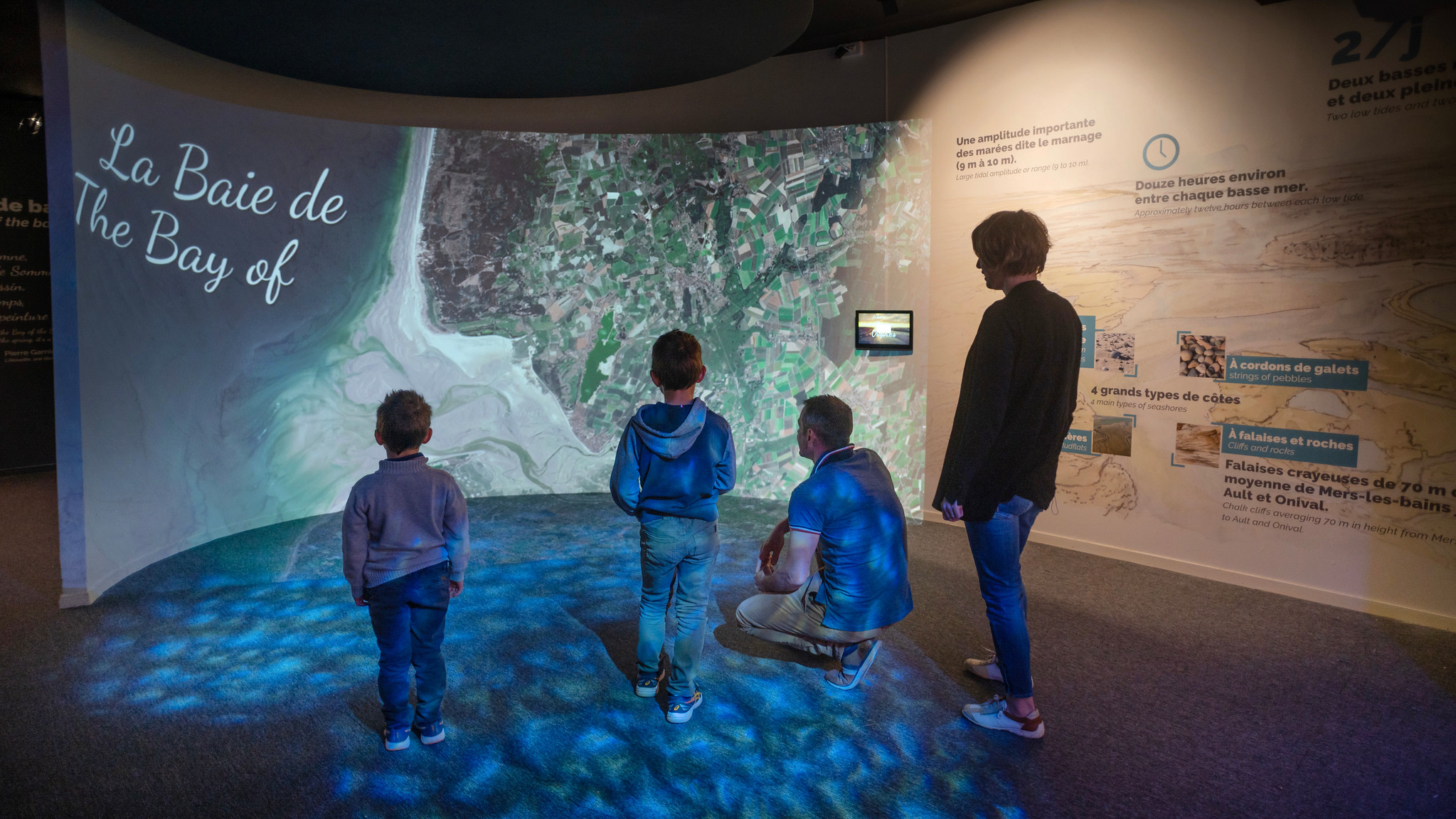
Comprendre le territoire
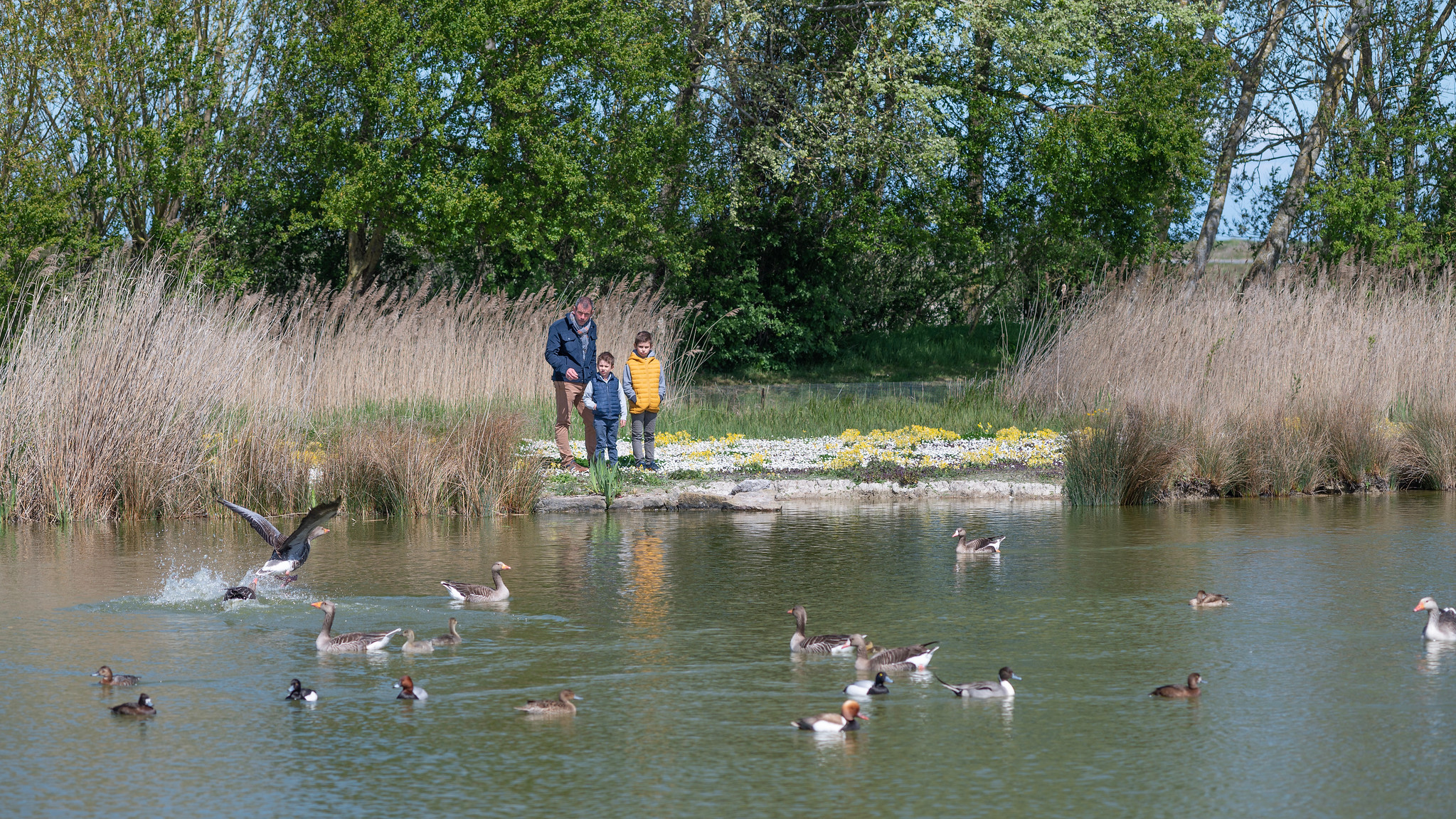
Parcours extérieur
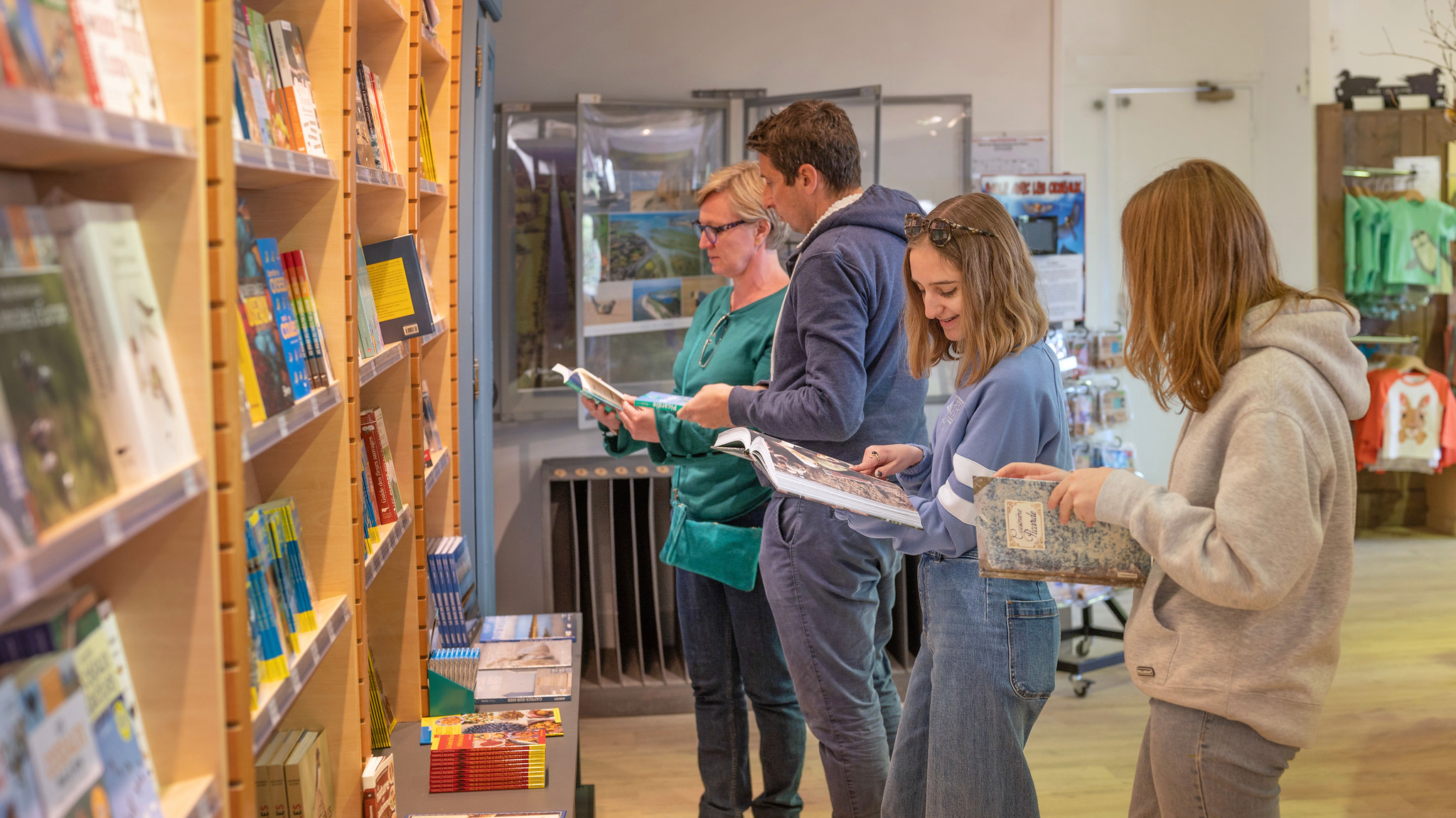
Boutique avec produits made in Baie de Somme